# Blackhead Bay
Blackhead Bay är en vik i Kanada.   Den ligger i provinsen Newfoundland och Labrador, i den östra delen av landet, 1 700 km öster om huvudstaden Ottawa.
Runt Blackhead Bay är det mycket glesbefolkat, med 2 invånare per kvadratkilometer.